# Marques de Souza
Marques de Souza é um município brasileiro do estado do Rio Grande do Sul. A cidade é atravessada pela BR-386 e banhada pelos rios Forqueta e Fão, cujas margens compostas por campings e áreas de lazer condicionaram ao município o título de "capital gaúcha dos campings". 
Na demografia local, parte expressiva da população possui descendência germânica ou italiana, o que se reflete nas heranças culturais, na arquitetura e na culinária. Dentre as principais atividades econômicas, destacam-se a produção primária - com avicultura, suinocultura e bovinocultura - e as agroindústrias, bem como um crescente número de empreendimentos turísticos. 

## Geografia
Localiza-se a uma latitude 29º19'39" sul e a uma longitude 52º05'33" oeste, estando a uma altitude de 69 metros. Possui uma área de 127,14 km² e sua população estimada em 2022 era de 3.969 habitantes.

## Língua minoritária regional
- Riograndenser Hunsrückisch

## Religião
Religiões em Marques de Souza (2010)
Segundo o Censo 2010 do IBGE, 54,27% da população do município era protestante, 43,77% eram católicos romanos, 1,15% Igreja Católica Apostólica Brasileira, 0,60% não tinha religião, 0,12% Testemunhas de Jeová e 0,09% Espiritismo.
Dentre as denominações protestantes em Marques de Souza, a maioria da população é luterana, cerca de 76,92% da população do município. Os congregacionais são 0,14% e os pentecostais 1,57%, dentre os quais, as Assembleias de Deus são o maior grupo pentecostal, com 1,43% da população, seguida pela Igreja do Evangelho Quadrangular com 0,14%.

## Turismo
- Camping do Germano
- Camping do Riacho Doce
- Camping da Pedra
- Festa da Bergamota
- Festa do Filó Italiano
- ExpoMarques